# Timothy Greenfield-Sanders

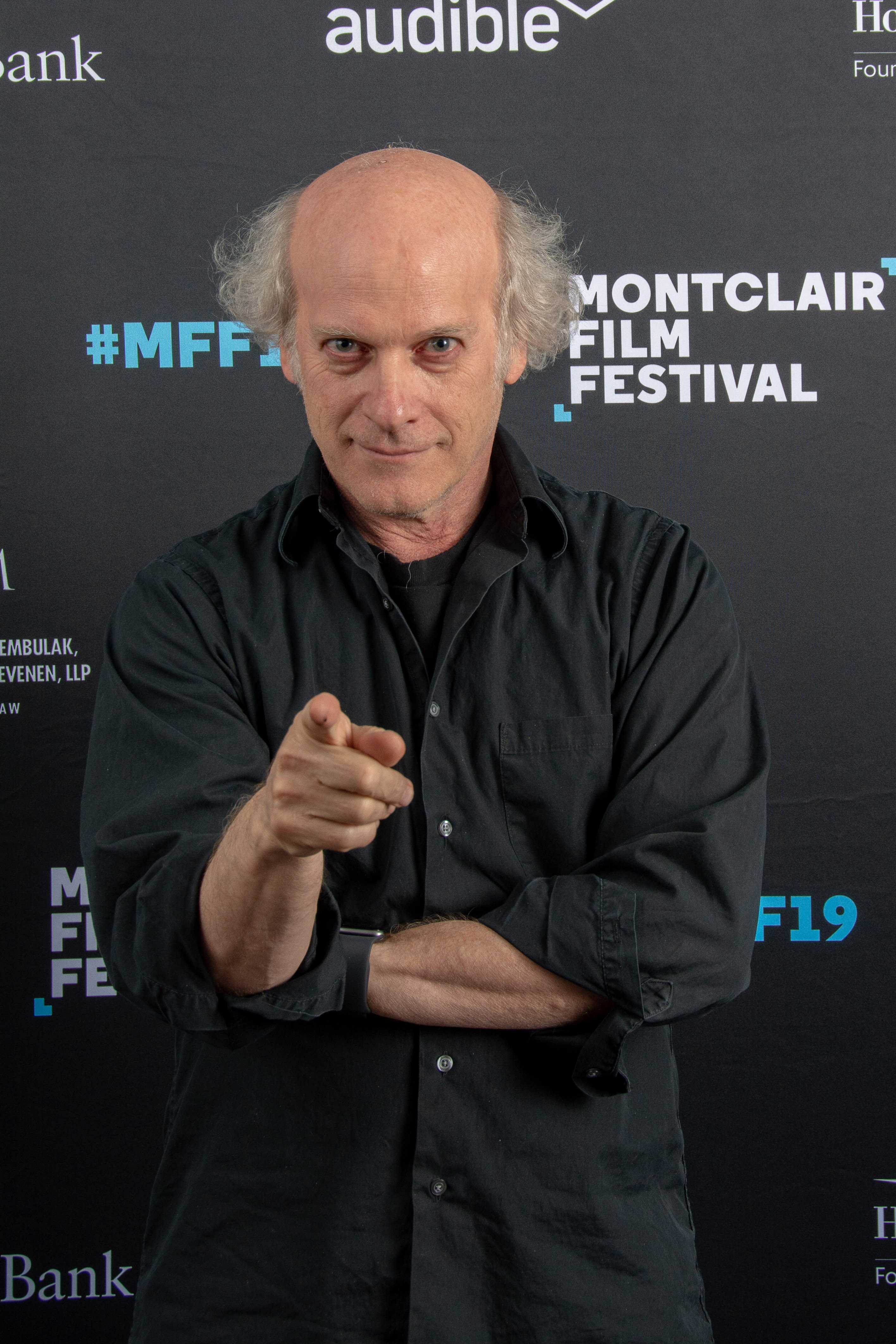
Timothy Greenfield-Sanders (2019)

Timothy Greenfield-Sanders (* 1952 in Miami Beach, Florida) ist ein US-amerikanischer Fotograf und Dokumentarfilmer.

## Leben
Timothy Greenfield-Sanders wurde bekannt für seine Fotografien von Politikern, Präsidenten, Schauspielern, Musikern und Models.
Er wurde 1998 mit dem Grammy für seine Musiker-Filmdokumentation American Masters: Lou Reed: Rock & Roll Heart ausgezeichnet. Er porträtierte 2004 30 bekannte Pornodarsteller in seinem Buch XXX: 30 Porn-Star Portraits und seiner HBO-Dokumentation Thinking XXX.

## Filmografie (Auswahl)
- American Masters: Lou Reed: Rock & Roll Heart
- 2004: Thinking XXX
- 2004: Karen Finley Live
- 2008: The Black List: Volume One
- 2009: The Black List: Volume Two
- 2010: The Black List: Volume Three
- 2011: The Latino List
- 2012: About Face: Supermodels Then and Now
- 2012: The Latino List: Volume 2
- 2013: The Out List – Im Namen der Gleichberechtigung
- 2014: American Masters: The Boomer List
- 2016: The Trans List (Fernsehfilm)
- 2019: Toni Morrison: The Pieces I Am

## Belege
1. ↑  Timothy Greenfield-Sanders: XXX: 30 Porno-Stars im Porträt. (Originaltitel: XXX: 30 Porn-Star Portraits.) Heyne Hardcore, München 2004; S. 126–127, 192–193. ISBN 978-3-453-67515-5.

| Personendaten    | Personendaten                                   |
| ---------------- | ----------------------------------------------- |
| NAME             | Greenfield-Sanders, Timothy                     |
| KURZBESCHREIBUNG | US-amerikanischer Fotograf und Dokumentarfilmer |
| GEBURTSDATUM     | 1952                                            |
| GEBURTSORT       | Miami Beach, Florida                            |